# Ketil Melstedt
Ketil Jónsson Melstedt (17. maj 1765 på Island – 26. marts 1811 på Anholt) var en dansk jurist og officer.

## Tid i Norge og Dansk Vestindien
Han var søn af bonde Jón Ketilsson, blev 1784 student fra Slagelse, 1789 karakteriseret fændrik i 1. akershusiske Infanteriregiment og samme år virkelig fændrik, 1792 karakteriseret og 1795 virkelig sekondløjtnant og fik 1797 afsked med kaptajns karakter. Melstedt blev 1798 cand.jur., 1799 sekretær ved kommandantskabet på Sankt Thomas, 1804 tillige medlem af rådet der, senere (1807?) tillige skifteforvalter og notarius publicus.

## Heltedød under Englandskrigene
Melstedt vendte hjem efter øernes indtagelse af englænderne. Han blev 1808 major og kommandør for Jydske Skarpskytterkorps og fik ved resolution af samme år tillagt 800 rigsdaler foruden gagen som kommandør.
Da man ønskede at forjage englænderne fra øen Anholt, som de havde besat, ordnede Melstedt sammen med premierløjtnant Jørgen Conrad de Falsen enkelthederne ved en af kommandør Lorentz Fisker udkastet plan til angrebet, efter at de Falsen dog forinden havde frarådet ekspeditionen som unyttig. Denne plan, der gik ud på en overrumpling, forberedtes tilmed så utilgivelig langsomt af autoriteterne og blev holdt så lidet hemmelig, at den længe forinden udførelsen var blevet fjenden bekendt. Falsen afgik fra Gerrildbugten 23. marts 1811 med tolv kanonbåde foruden en transportflotille med 680 mand under kommando af Melsted og kaptajn Johan Lorentz Prydz, men togtet mislykkedes totalt. Stormen på øens fort blev afslået, de anførende landofficerer Melstedt og Prydz blev skudt og faldt; tillige faldt og såredes omkring 300 mand, foruden at fjenden gjorde en stor mængde fanger.
I 2011 blev der opstillet en mindesten over de faldne officerer.
Han havde i 1799 ægtet Magda Louise Borchgrevingk (26. august 1772 på Agersø - 18. oktober 1846, ifølge dødsannonce i Helsingør, men ikke indført i de to sognes kirkebøger), datter af sognepræst, senest til Norderhov Jens Finne Borchgrevingk og Christine Bagge.
Hans søn F.J. Melsted(t) deltog i Treårskrigen 1848.